# (8149) Ruff
(8149) Ruff est un astéroïde de la ceinture principale.

## Description
(8149) Ruff est un astéroïde de la ceinture principale. Il fut découvert le 11 mai 1985 à l'Observatoire Palomar par Carolyn S. Shoemaker et Eugene M. Shoemaker. Il présente une orbite caractérisée par un demi-grand axe de 2,32 UA, une excentricité de 0,14 et une inclinaison de 6,6° par rapport à l'écliptique.

## Compléments